# Mika Poutala
Mika Poutala (né le 20 juin 1983) est un patineur de vitesse finlandais.

## Palmarès

### Jeux olympiques d'hiver
| Épreuve / Édition   | 500 mètres | 1 000 mètres | 1 500 mètres | 3 000 mètres | 5 000 mètres | Mass start | Poursuite par équipes |
| JO 2006 Turin       | 22e        | 26e          | —            | —            | —            | —          | —                     |
| JO 2010 Vancouver   | 5e         | 8e           | —            | —            | —            | —          | —                     |
| JO 2014 Sotchi      | 29e        | —            | —            | —            | —            | —          | —                     |
| JO 2018 Pyeongchang |            | —            | —            | —            | —            | —          | —                     |

Légende :
- : première place, médaille d'or
- : deuxième place, médaille d'argent
- : troisième place, médaille de bronze
- : pas d'épreuve
- — : Non disputée par le patineur
- DSQ : disqualifiée

### Coupe du monde de patinage de vitesse
- Coupe du monde de patinage de vitesse 2008-2009
  - 4e de la Coupe du monde sur 500 m
- Coupe du monde de patinage de vitesse 2009-2010
  - 3e de la Coupe du monde sur 500 m

## Filmographie

### Au cinéma
- 2004 : Lapsia ja aikuisia (Lapsia ja aikuisia – kuinka niitä tehdään?) d'Aleksi Salmenperä